# Thomas van Cantimpré
Thomas van Cantimpré, ook bekend als Thomas Cantimpratensis, Thomas Brabantinus of Thomas van Bellenghem (Bellingen, 1201 - Leuven (?), circa 1272) was een Zuid-Nederlands geestelijke, schrijver en theoloog. Hij was suffragaanbisschop van Kamerijk en afkomstig uit Bellingen bij Sint-Pieters-Leeuw in Brabant, vanwaar ook zijn bijnaam van Brabant.
Thomas van Cantimpré studeerde in Luik. Hij werd als priester opgenomen in de augustijner abdij van Cantimpré nabij Kamerijk. Later trad hij toe tot de dominicanerorde te Leuven. Hij studeerde ook te Keulen en Parijs.
Thomas schreef meerdere heiligenlevens:
- Vita Christinae virginis mirabilis dictae (Christina de Wonderbare)
- Vita B. Margaritae Iprensis (Margaretha van Ieper)
- Vita Piae Lutgardiae (Lutgardis van Tongeren)
- Vita Joannis abbatis primi monasterii Cantimpratensis et ejus Ecclesiae undatoris (Johannes van Cantimpré)
- Supplementum ad vitam B. Mariae d'Oignies a Jacobo de Vitriaco (Maria van Oignies)

Hij is ook bekend van zijn Bonum universale de apibus (in het Nederlands gewoonlijk Het Bieënboek genoemd) en van het encyclopedische Liber de natura rerum.

## Liber de natura rerum

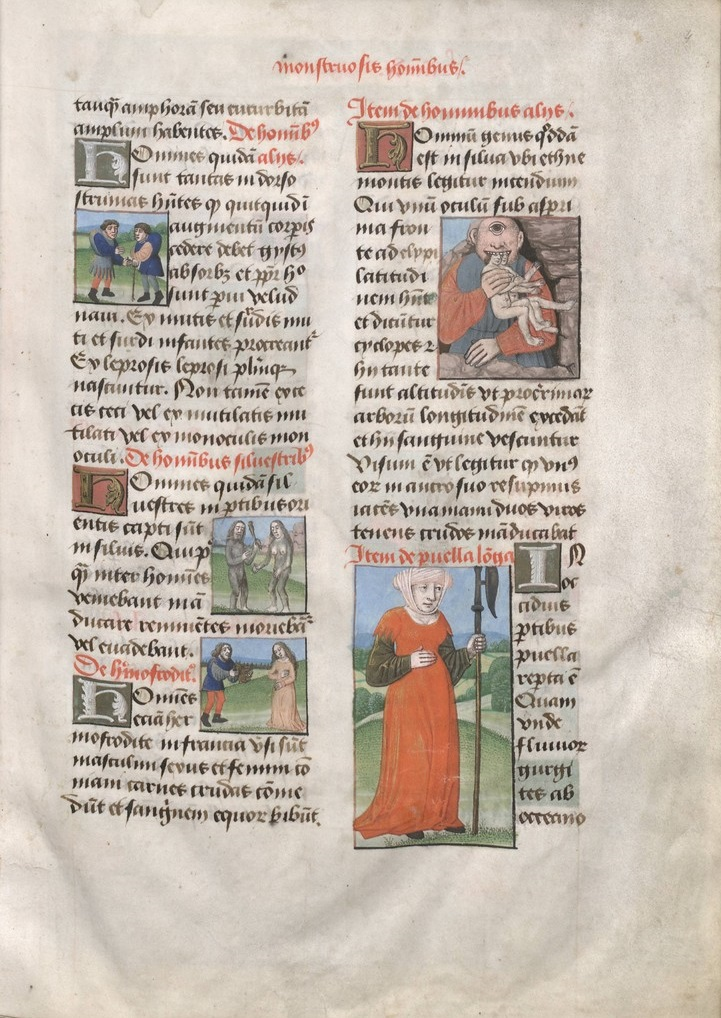
Liber de natura rerum, Openbare Bibliotheek Brugge, ms. 411, fol. 4r. De monsterlijke mensenrassen van het Oosten, waaronder cyclopen, behaarde wilden en reuzen.

Het liber de natura rerum (Boek over de natuur der dingen) werd opgetekend tussen ongeveer 1230 en 1245. In deze encyclopedie vat Thomas de natuurkundige kennis van zijn tijd samen. Hij beschrijft de mens, het dierenrijk, flora, stenen, metalen, astronomische fenomenen, weersverschijnselen, maar ook fantasiecreaturen, die onbekende aardstreken zouden bevolken. Fantasiewezens, zoals cyclopen, kannibalen en hoofdlozen, waren in de oudheid verzonnen en gingen in de middeleeuwen nog voor 'echt' door. Hij gebruikte deze schepselen om er moralistische opmerkingen aan te verbinden. Het geheel was bedoeld als een inleiding tot de natuurkunde voor geestelijken. De encyclopedie is bekend in twee vormen: een negentiendelige versie uit 1228 en een twintigdelige versie uit 1244.
De boeken van de versie in twintig delen behandelen de volgende onderwerpen:
1. De anatomie van het menselijk lichaam
2. Het hart
3. De monsterlijke mensenrassen van het Oosten
4. Dieren (viervoetigen)
5. Vogels
6. Zeemonsters
7. Vissen
8. Slangen
9. Wormen (insecten)
10. Algemene bomen
11. Aromatische en medicinale bomen
12. Eigenschappen van aromatische en medicinale planten
13. Bronnen (rivieren en zeeën)
14. Kostbare stenen
15. Zeven metalen
16. Zeven hemelse gebieden
17. De sferen van de aarde en zeven planeten
18. De beweging van de lucht (weer en wind)
19. De vier elementen
20. Eclipsen en hemelse bewegingen

De in het Latijn geschreven encyclopedie van Thomas werd gebruikt als basis voor latere encyclopedieën. Het boek van Jacob van Maerlant, Der naturen bloeme, is een bewerking ervan in het Middelnederlands. Het diende ook als basis voor De animalibus van Albert de Grote, De proprietatibus rerum van Bartholomaeus Anglicus en het Speculum naturale van Vincent van Beauvais. De tekst werd ook in het Frans en Duits vertaald. De Liber de natura rerum was het laatste wetenschappelijke werk van Thomas. De Dominicanen waren in deze jaren te Parijs verwikkeld in een strijd over de rol van wetenschappelijke studies. Wellicht verklaart dit mede waarom Thomas de rest van zijn leven besteedde aan zielzorg, naast prediking en studie de andere grote taak van de dominicanen.
De tekst is later gekopieerd waardoor er tegenwoordig nog verschillende latere edities bestaan met (delen van) de tekst. Een voorbeeld hiervan is een handschrift uit de Universiteitsbibliotheek Utrecht.